# پرستودریایی کرگولن
پرستودریایی کرگولن (نام علمی: Sterna virgata) نام یک گونه از سرده پرستودریایی‌ها است.